# Ассмус, Роберт
Роберт Ассмус (нем. Robert Assmus; 25 декабря 1837, Западная Пруссия—30 мая 1907, Диссен-ам-Аммерзее, Германская империя) — немецкий художник-пейзажист и иллюстратор.

## Биография
Брал уроки у художника-флориста Фридриха Вильгельма Фёлькера. Смерть отца вынудила его работать учеником в книжном магазине, при этом продолжал своё образование, много рисуя и копируя картины Александра Калама. После первого приезда в Берлин, на него произвели глубокое впечатление картины К. Тройона и Карла Фридриха Лессинга.
Полностью посвятил себя пейзажной живописи, зарабатывал на жизнь иллюстрациями для газет Illustrirte Zeitung , Die Gartenlaube , журнала Daheim и других изданий.
После окончания Франко-прусской войны 1870—1871 годов, в которой он принял участие в качестве иллюстратора Illustrirte Zeitung , Ассмус поселился в Мюнхене и предпринял учебные поездки в северную Италию , Карпаты, Венгрию, на Балтийское море и Швейцарию. Вдохновлённый увиденным, опубликовал великолепную иллюстрированную работу альбом «Эльзас-Лотарингия», получившую положительные оценки публики.
Его пейзажные картины, которые были описаны как обладающие «поэтическим настроением, привлекательным тоном и большой силой цвета», включают: «Ущелье Гемми», «Вальдзее», «Мотив в Штутгарте», «Карпатендорф», «Аусзее», «Пейзаж Лотарингии», «Пляж Вислы», «Вечерняя атмосфера», «Ветряные мельницы во время шторма».